# باولو فيتور
باولو فيتور (بالبرتغالية: Paulo Vítor Barbosa de Carvalho) (مواليد 7 يونيو 1957) هو لاعب كرة قدم. يلعب مع منتخب البرازيل لكرة القدم. سبق له أن لعب في كأس العالم لكرة القدم مع منتخب بلاده.

## روابط خارجية
- باولو فيتور على موقع الاتحاد الدولي (مؤرشف)  (الإنجليزية)
- باولو فيتور على موقع قاعدة بيانات كرة القدم.إي يو (الإنجليزية)
- باولو فيتور على موقع ناشيونال فوتبول تيمز (الإنجليزية)
- باولو فيتور على موقع Soccerway.com (الإنجليزية)
- باولو فيتور على موقع عالم كرة القدم.نت (الإنجليزية)